# 디디에 라치라카
디디에 이그나스 라치라카(말라가시어: Didier Ignace Ratsiraka, 1936년 11월 4일~2021년 3월 28일)는 마다가스카르의 군인이자 정치인으로, 1976년부터 1993년까지, 1997년부터 2002년까지 제3대, 5대 마다가스카르의 대통령을 지냈다.

## 생애와 경력

### 제2공화국
라치라카는 아치나나나(Atsinanana) 지역의 바토만드리(Vatomandry)에서 태어나, 1972년부터 1975년까지 대통령 가브리엘 라마난초아(Gabriel Ramanantsoa) 밑에서 외무장관을 지냈다. "붉은 제독"으로 알려진 그는, 1975년 6월 15일 군 수뇌부에 의해 최고혁명위원회 의장으로서 마다가스카르의 국가 원수가 되었다. 사회주의 노선을 선언했으며, 그의 정권은 주요 산업의 국유화, 농업 집단화를 실행하였다.

## 같이 보기
- 김일성: 디디에 라치라카와 각별한 사이였다.